# Metod Benedik
Metod Benedik [benédik], OFMCap, slovenski teolog in zgodovinar, * 30. julij 1943, Stražišče pri Kranju, † 24. januar 2025, Celje.

## Življenjepis
Rodil se je 30. julija 1943 v Stražišču pri Kranju. 1960 je stopil v kapucinski red, študiral teologijo v Ljubljani; 29. junija 1968 ga je v duhovnika posvetil ljubljanski nadškof Jožef Pogačnik. Leta 1969 je diplomiral na Teološki fakulteti v Ljubljani  in vpisal študij  cerkvene zgodovine na papeški univerzi Gregoriani v Rimu, kjer je doktoriral leta 1973 z disertacijo Die Kapuziner in Slowenien 1600-1750  (Kapucini v Sloveniji 1600-1750). 
Leta 1973 je bil imenovan za honorarnega predavatelja na Teološki fakulteti v Ljubljani, 1976 je bil izvoljen za docenta, 1985 za izrednega in 1990 za rednega profesorja za zgodovino Cerkve. Od 1988 do 2008 je bil predstojnik Inštituta za zgodovino Cerkve in tudi istoimenske katedre, od 1990 odgovorni ter v letih 1994-2008 glavni urednik inštitutske publikacije Acta Ecclesiastica Sloveniae. Med letoma 1990 in 1994 je opravljal službo dekana Teološke fakultete; v tem času je bila fakulteta ponovno vključena v Univerzo.  
Dobil je univerzitetno zlato plaketo (2001), po upokojitvi pa je bil imenovan za zaslužnega profesorja ljubljanske univerze (2013). Istega leta ga je Slovenska škofovska konferenca imenovala za postulatorja pri beatifikaciji mučencev 20. stoletja. 
Bil je gvardijan Kapucinskega samostana Škofja Loka (v letih 1985–1991 in 1999–2008), kjer je prevzel skrb za urejanje knjižnice Romualda Marušiča, mdr. je uredil 21 inkunabul in izvirno dramsko besedilo Škofjeloškega pasijona. Leta 2023 je prejel Trubarjevo priznaje NUK za prispevke k varovanju, ohranjanju in predstavljanju nacionalne pisne kulturne dediščine, predvsem za ureditev Kapucinske knjižnice v Škofji Loki.
Zadnja leta je živel in delal v kapucinskem samostanu v Celju.
Njegov brat Marko Benedik (1940-2010) je bil ravno tako duhovnik, župnik (Bled, Kranjska Gora) in publicist; 2009 je doktoriral iz delovanja slovenskih duhovnikov v Rimu v 20. stoletju.

## Nazivi (pedagoški)
- zaslužni profesor Univerze v Ljubljani (2013)
- redni profesor za cerkveno zgodovino (1990)
- izredni profesor (1985)
- docent (1976)
- predavatelj (1973)

## Dela
- Die Kapuziner in Slowenien 1600-1750 / Kapucini na Slovenskem 1600-1750. Gregoriana, Rim 1973 (doktorska disertacija).
- Bohinjska Bela 1876-1976, 1976.
- Brezje - kratka zgodovina in opis božje poti, Ljubljana, 1977.
- Obča cerkvena zgodovina (Skripta za slušatelje Teološke fakultete v Ljubljani) 1974, 1993, 2009, 2010.
- Le prime espressioni del culto mariano nell`arte in Slovenia, Roma, 1981.
- Papeži od Petra do Janeza Pavla II., Mohorjeva družba, Celje 1989 (dopolnjena izdaja 1996).
- Kranjska gora: 600 let župnije, 1390-1990, Kranjska gora, 1990.
- Kapucini na Slovenskem v zgodovinskih virih. 1994 (soavtor).
- Zgodovina cerkve na Slovenskem. 1991 (urednik in soavtor).
- Zgodovina katoliške Cerkve. 1999 (urednik in soavtor).
- Sveto leto - od Bonifacija VIII do Janeza Pavla II., Ljubljana, 2001.
- Lambert Ehrlich za slovenski narod. 2002.
- Cerkev na Slovenskem v 20. stoletju. 2002 (urednik in soavtor) (507 str.)
- Redovniki v življenju nadškofije = I religiosi nella vita dell'arcidiocesi (separat, Udine, 2002)
- Župnija Šmartin pri Kranju - 1000 let, Kranj, 2002.
- Dialogo come progetto (Pogovor kot načrt). 2004 (italijansko)
- Gospodov dan z Besedo. 2005
- Janez Evangelist Krek v spisih sodobnikov. 2006 (soavtor).
- Stolnica sv. Nikolaja v Ljubljani. (Ob štiristoletnici), 2008
- Kapucinski samostan s cerkvijo sv. Ane. Škofja Loka, 2008 (dopolnjena izdaja 2009)
- Škofija pod Marijinim varstvom: šmarnice ob 550-letnici ljubljanske (nad)škofije, Ljubljana, 2012.
- Mati mnogih cerkva: župnije ljubljanske nadškofije v sliki in besedi, Ljubljana, 2012. (783 str., soavtor Franc Trunkelj)
- Kapucinski samostan s cerkvijo sv. Cecilije v Celju: ob 400-letnici posvetitve cerkve, 2015.
- Krščanstvo na Slovenskem v luči virov, Celje, 2016. (669 str.)
- Cerkev sv. Cecilije v duhu časa: publikacija ob zadnji prenovi cerkve sv. Cecilije (soavtor, 2017)
- Sveto leto : 1300-2025, 2024